# Frans Toutenel
Ludovicus Franciscus (Frans) Toutenel (Antwerpen, 26 februari 1903 – aldaar, 30 september 1943) was een Belgisch bariton.
Hij was zoon van Anna Cornelia Josephine Benoy en kraanbediende Josephus Petrus Julianus Toutenel.
Hij zou voorbestemd zijn om in Belgisch Congo te gaan werken. Een opleiding aan het Koninklijk Vlaams Conservatorium bij Arthur Steurbaut leidde hem echter de andere kant op. Hij werd opera- en concertzanger. In 1926 zong hij tijdens een concert voor het Peter Benoit Fonds een concert onder leiding van Flor Alpaerts. Vanaf 1931 was hij tien jaar werkzaam bij de Koninklijke Muntschouwburg in Brussel en zong als gast bij de Gentse Opera en was sinds 1941 tot aan zijn dood verbonden aan de Antwerpse Opera. Hij gaf nog korte tijd les aan de Muziekschool/Conservatorium Leuven. Armand Reynaerts was leerling van hem.
Volgens de overlevering had hij een mooie zangstem. Hij stierf bijna in het harnas. Na een uitvoering van Richard Wagners Rienzi liep hij naar het Station Antwerpen-Centraal, kreeg aldaar een hartinfarct en overleed vlak daarna. Zijn stem is bewaard gebleven middels een enkele plaatopname zoals van Van ’t kosterken op Columbia Records.
Hij werd begraven op Schoonselhof.